# Christian Georg Schütz der Jüngere
Christian Georg Schütz der Jüngere (* 16. April 1803 in Frankfurt am Main; † 13. Mai 1821 ebenda) war ein deutscher Maler. 

## Leben und Werk
Schütz war ein Sohn des Frankfurter Malers Johann Georg Schütz und Enkel von Christian Georg Schütz d. Ä. Sein Pate und Lehrer war der Maler und Radierer Christian Georg Schütz der Vetter. Schütz der Jüngere galt als talentiert, starb aber bereits mit 18 Jahren an der Schwindsucht. Einige Aquarelle sind im Historischen Museum erhalten.